# Going am Wilden Kaiser
Going am Wilden Kaiser je obec v Rakousku. Nachází se ve spolkové zemi Tyrolsko v okrese Kitzbühel a má přibližně 1 900 obyvatel.

## Poloha
Going leží v přechodové oblasti mezi Leukentalem a Sölllandlem, západně od Sankt. Johann v Tyrolsku mezi Kitzbühelskými Alpami na jihu a pohořím Wilder Kaiser na severu. V oblasti jižní hranice obce Going sousedí s údolím Brixental.
Katastrální území obce má rozlohu 20,6 km², z toho 27,8 % připadá na zemědělskou půdu, 2,6  % na zahrady, 6,6 % na lesy a 50 % na horské louky. Z celkové plochy je 34,4 % osídleno.

### Části obce
V katastrálním území obce leží následující čtyři obce (v závorce je uveden počet obyvatel k 1. lednu 2022):
- Going am Wilden Kaiser (501)
- Prama (401)
- Schattseite (385)
- Sonnseite (663)

### Sousední obce
|        | Kirchdorf in Tirol  |                                           |
| Ellmau |                     | Sankt Johann in Tirol, Oberndorf in Tirol |
|        | Reith bei Kitzbühel |                                           |

## Historie
První písemná zmínka o obci je z roku 1156, kde byla uvedena jako Gouingen. Další zmínka pochází z roku 1397, kde Going patřil k okresnímu soudu v Kitzbühelu.
V Rerobichlu mezi Goingem a Oberndorfem se od 16. století těžila měď a stříbro. Horníci byli usazeni v osadě Prama. Název Prama je keltského původu a znamená: kde rostou ostružiny. Jedná se pravděpodobně o odkaz na keltské osídlení. Keltové v této oblasti těžili měď a stříbro již v roce 800 př. n. l. Důl byl uzavřen kolem roku 1773. V době největšího rozmachu se zde ročně vytěžilo asi 12 000 kg mědi a asi 7 000 kg stříbra. Tavírna se nacházela v obci Litzelfelden nedaleko Kirchdorfu. Nejhlubší svislá šachta byla hluboká asi 880 m.
Vesnický kostel v Gauingu je jedním z nejkrásnějších rokokových kostelů v Tyrolsku. Je zasvěcen svatému Kříži a svatému Vavřinci. Mistrem stavitelem byl Andrä Hueber, autorem fresek Matthias Kirchner, oba z Kitzbühelu. Oltáře a postavy světců navrhl Thomas Blieml z Goingenu. Na evangelijní straně je v oltářním výklenku bočního oltáře pozdněgotická socha Madony, vyřezaná kolem roku 1480. Na epištolní straně na bočním oltáři je socha svatého Vavřince mezi svatým Štěpánem a svatým Silvestrem.

## Znak
Blason: V modré barvě tři stříbrné vrcholy.
Znak byl obci udělený Tyrolskou zemskou vládou v roce 1973 a symbolizuje vrcholy Wilder Kaiser, na jehož jižním úpatí Going leží.

## Going v kultuře
V obci Going se natáčel televizní seriál Doktor z hor (1992–1998).